# Балийская кастовая система

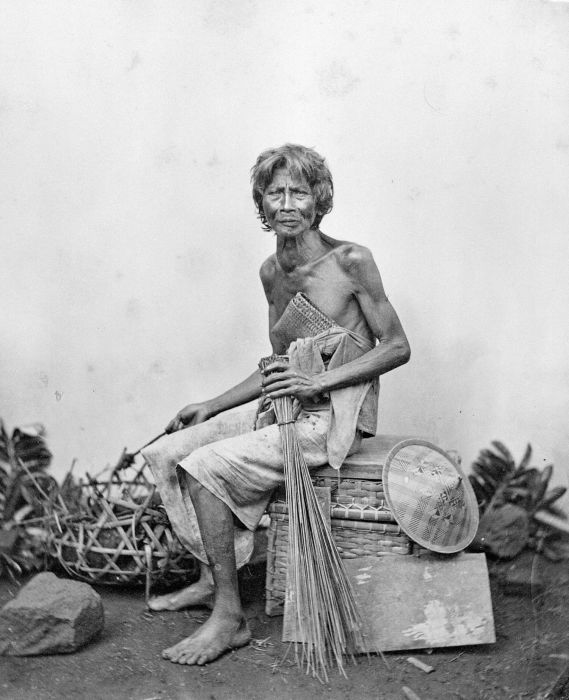
Представитель нижней касты шудр. Бали, около 1870 года

Балийская кастовая система — традиционная форма социальной стратификации на индонезийском острове Бали, Индонезия, восходящая к индийской варно-кастовой модели. В значительной степени воспроизводит последнюю, подразделяя население, исповедующее индуизм — в данном случае, его балийскую форму, в зависимости от происхождения на четыре группы, названия которых также аналогичны индийским: брахманы, кшатрии, вайшьи и шудры. Вместе с тем, имеет некоторые особенности, касающиеся регулирования кастового статуса и межкастовых отношений.

## Касты

### Брахманы
Представляют собой высшую касту в социальной иерархии. Их происхождение традиция связывает с деятельностью шиваитского жреца Педанды Ваву Рауха (индон. Wahu rawuh), которого считают родоначальником балийского шиваитского духовенства. Представители касты носят в своём имени особый титул: у мужчин — Ида Багус (индон. Ida Bagus), у женщин — Ида Аю (индон. Ida Ayu).
Кастовая принадлежность мужчины-брахмана сохраняется при его браке с женщиной из низших каст. При этом в случае женитьбе на женщине, принадлежащей к кшатриям, и в отдельных случаях допускается возведение самой супруги в брахманский статус, тогда как в случае брака с представительницей вайшьев супруга сохраняет изначальную кастовую принадлежность.
Исторически особенно строго регулировались браки брахманок. В прошлом женщина, вступившая в союз с мужчиной из низшей касты, подвергалась суровым наказаниям — вплоть до казни посредством самосожжения, утопления или пожизненной изоляции. Одной из наиболее известных форм наказания был обряд патиуанги (индон. patiwangi), символизировавший утрату титула и очищение от «осквернения» браком с простолюдином.
Жёсткие физические наказания за браки брахманок с мужчинами низших каст были упразднены в XX веке под влиянием религиозно-философских учений, таких как Три хита карана — концепция гармонии между человеком, богами, людьми и природой, Три кайя парисуддха — правило чистых мыслей, слов и поступков, и принцип Васудхаива Кутумбакам, провозглашающий, что всё человечество является одной семьёй. В современном обществе брахманка, вступившая в такой брак, утрачивает титул, но не подвергается физическим наказаниям.

### Кшатрии
Кшатрии являются сословием воинов, знати и правителей, занимающее второе место в балийской индуистской иерархии после брахманов. Историческое происхождение этой касты связано с королевством Гелгел, которое было завоёвано правителем по имени Мерути, направленным балийским королём Аирлангой из кедирского царства на Яве. После установления контроля над Гелгелом Мерути назначил одного из своих соратников правителем с титулом Дева Агунг (индон. Dewa Agung — Великий Бог). В настоящее время Дева Агунг, а также другие титулы сохранились в именах представителей кшатриев. Известными представителями кшатриев являются индонезийский политический деятель Чокорда Где Рака Сукавати и национальный герой Индонезии И Густи Нгурах Рай.
Брачные отношения кшатриев с представителями низших каст регулируются сложными и местами противоречивыми правилами, особенно в случаях, когда после заключения брака меняется титул одного из супругов. В зависимости от обстоятельств имена могут изменяться на Предева, Пенгакан, Багус или Прасангианг.

### Вайшьи
Вайшьи представляют собой касту торговцев и административных чиновников, занимающую третью ступень в балийской индуистской иерархии, ниже кшатриев и брахманов, однако выше касты шудр.
Исторически балийские вайшьи происходят с острова Ява, куда они прибыли вместе с представителями других каст. Их происхождение связывают с тремя основными родовыми группами: Тан Кобер (индон. Tan Kober), Тан Каур (индон. Tan Kaur) и Тан Мундур (индон. Tan Mundur). В прошлом все члены этих групп носили титул Густи, что постепенно закрепилось как один из главных маркеров принадлежности к касте вайшьев. Характерной особенностью представителей этой касты является наличие в личных именах почётных приставок Густи, Нгурах, Дева и Санг которые указывают на их социальное происхождение и статус.

### Шудры
Шудры являются самой многочисленной кастой острова Бали, составляя свыше 93 % его населения. В традиционной балийской иерархии они относятся к категории простолюдинов, находясь на нижней социальной ступени, ниже каст брахманов, кшатриев и вайшьев.
В отличие от представителей высших каст, шудры не имеют почётных титулов в начале имени. Их имена традиционно начинаются с указания порядка рождения, одинакового для мужчин и женщин: Ваян или Путу — первенец, Маде или Кадек — второй ребёнок, Ньоман или Команг — третий, и Кетут — четвёртый, что буквально означает «последний». Если в семье рождается больше четырёх детей, имена могут повторяться или дополняться индивидуальными прозвищами.